# Hokurikudō
Hokurikudō (北陸道) est une ancienne province japonaise située sur la rive nord-ouest de Honshū. Son nom signifie littéralement « la voie de la terre du nord ». Ce qui se réfère aussi à une série de routes reliant les capitales (国府, kokufu) de chaque province de la région entre elle.

Hokuriku

Quand le système de Gokishichidō fut établi après la réforme de Taika, elle fut composée de deux provinces : Wakasa et Koshi. Pendant le règne de l'empereur Temmu, Koshi a été divisé en trois régions : Echizen, Etchū et Echigo et, de plus, l'île de Sado fut ajoutée comme cinquième province. Plus tard, Noto et Kaga ont été séparées d'Echizen pour former sept provinces au total.